# پیس‌تی‌وی
پیس‌تی‌وی یا شبکه صلح (به انگلیسی: Peace TV)، یک شبکهٔ تلویزیونی ماهواره‌ای اسلامی است که از دوبی در امارات متحدهٔ عربی به‌صورت شبانه‌روزی در سطح جهانی پخش می‌شود. کلیهٔ برنامه‌های پیس‌تی‌وی به زبان انگلیسی بوده و به‌صورت آزاد (FTA) پخش می‌شود.
از ۲۱ ژانویه ۲۰۰۶ شبکهٔ پیس‌تی‌وی برای بیش از ۱۵۰ کشور جهان از جمله کشورهای آسیا، اروپا، آفریقا، استرالیا و آمریکای شمالی پخش شده‌است. بنیانگذار و مدیر این شبکه ذاکر نائیک است که یک خطیب اسلامی از شهر بمبئی هند می‌باشد.
شبکهٔ پیس‌تی‌وی به پوشش رویدادهای زنده، برنامه‌های سخنرانی برای بزرگسالان و جوانان، بعلاوهٔ برنامه‌های آموزشی کودکان می‌پردازد. این شبکه تا ۵۰ میلیون بیننده دارد.
از ژوئیه ۲۰۰۹، شبکهٔ دیگری تحت عنوان پیس‌تی‌وی اردو راه‌اندازی شد که خواهر شبکهٔ پیس‌تی‌وی می‌باشد و مخصوص بینندگان اردوزبان در سطح جهان است.
فرکانس های شبکه peace tv در آدرس زیر موجود می باشد(این شبکه به زبان انگلیسی است)
http://www.peacetv.tv/en-gb/how-to-tune-into-peace-tv